# Церковь Святого Пророка Илии (Долни-Дыбник)
Церковь Святого Пророка Илии (болг. Църквата Свети Пророк Илия) — православная церковь в Долни-Дыбнике, Болгария. Построена в 1841 году.
Расположена в самом центре города, в центральном парке, посвящённом памяти Илии Бешкова. Адрес: ул. Христо Янчев, дом 15. На аллее, ведущей к церкви, на средства неизвестных жертвователей был установлен белокаменный фонтан. В сотне метров к северо-востоку находится бюст Илие Бешкову.
Входит в Плевенскую духовную околию (благочиние) Плевенской епархии Болгарской православной церкви. К общине также относятся ещё три церкви в близлежащих сёлах, в том числе, недействующий монастырь в Садовеце и часовня в парке Генерала Лаврова.
Храмовый праздник — Ильин день; в него проводится большая городская ярмарка. В 2011 году церковь отпраздновала своё 170-летие и получила финансирование от министерства культуры на реставрацию и поддержание работы.
Имеет отдельно стоящую колокольню, которая возвышается над малоэтажной городской застройкой и служит архитектурной доминантой города. Изнутри практически полностью расписана фресками. Включена в городскую программу развития туризма как один из символов города Дольни-Дыбник.